# Renzo Merusi
Renzo Merusi, né à Collecchio le 1er novembre 1914, décédé à Rome le 29 janvier 1996, est un acteur, scénariste et réalisateur italien.

## Filmographie

### Réalisateur et scénariste
- 1954 : La Fille de Mata Hari (La figlia di Mata Hari), co-réalisé avec Carmine Gallone
- 1960 : Le Dernier Train de Shanghai (Apocalisse sul fiume giallo)
- 1971 : Le Désert de feu (Deserto di fuoco)

### Scénariste
- 1950 : Né de père inconnu de Maurice Cloche

### Acteur
- 1938 : Lotte nell'ombra, de Domenico Gambino : Vittorio
- 1939 : Traversata nera, de Domenico Gambino[1]
- 1939 : Forse eri tu l'amore (it), de Gennaro Righelli : le fiancé de la jeune femme[2]
- 1940 : La reggia sul fiume (it), d'Alberto Salvi : chômeur[3]
- 1940 : Amiamoci così (it), de Giorgio Simonelli[4]
- 1941 : Un marito per il mese d'aprile (it), de Giorgio Simonelli : ami de Giovanni[5]
- 1941 : Con le donne non si scherza (it), de Giorgio Simonelli : Mario[6]
- 1942 : La Dame de l'Ouest (Una signora dell'Ovest), de Carl Koch : Diego[7]
- 1943 : Il treno crociato, de Carlo Campogalliani : Sallustri[8]
- 1946 : Symphonie fatale (Sinfonia fatale ou When in Rome), de Victor Stoloff : ténor d'Errico
- 1946 : Voglio bene soltanto a te! (it), de Giuseppe Fatigati : Carlo Baldi
- 1950 : Né de père inconnu, de Maurice Cloche : Pierre Neville